# Félix Duque
Félix Duque Pajuelo (Madrid, 1943) es un filósofo español.

## Biografía
Estudió la licenciatura de Filosofía y la de Psicología en la Universidad Complutense de Madrid (1965-1972). Fue catedrático de Metafísica en la Universidad de Valencia de 1982 a 1988 y Gastprofessor en el Hegel-Archiv der Ruhr Universität Bochum entre los años 1983-1985 y 1987-1988. Obtuvo el Premio Internacional de Ensayo Jovellanos en 2003 por la publicación de Los buenos europeos. Hacia una filosofía de la Europa contemporánea. Es catedrático emérito de Filosofía en el departamento homónimo de la Universidad Autónoma de Madrid. Sus investigaciones se centran en la filosofía clásica alemana, en las teorías del arte actual y en las relaciones entre política e historia. Al respecto, es el promotor (y coordinador hasta 2013-2014, por su jubilación) del Máster Universitario: “Filosofía de la Historia: Democracia y Orden Mundial”. Hasta la fecha es autor de treinta y cinco libros (once de ellos, en idioma italiano) y ha preparado la edición de nueve libros de clásicos de la filosofía (entre ellos, una edición trilingüe de El arte y el espacio, de Heidegger, y los dos volúmenes de La ciencia de la lógica de Hegel). También ha escrito un manual: La era de la crítica. Historia de la filosofía moderna (1998).

## Obra
- Filosofía de la técnica de la naturaleza. Tecnos. Madrid 1986.
- De la libertad de la pasión a la pasión de la libertad. Natan. Valencia 1988.
- Los destinos de la tradición. Anthropos. Barcelona 1989.
- Hegel. La especulación de la indigencia. Juan Granica. Barcelona 1990.
- El mundo por de dentro. Ontotecnología de la vida cotidiana. Serbal. Barcelona 1995.
- El sitio de la historia. Akal. Madrid 1995.
- La estrella errante. Estudios sobre la apoteosis romántica de la historia. Akal. Madrid 1997.
- Historia de la filosofía moderna. La era de la crítica. Akal. Madrid 1998.
- La Restauración.- La Escuela hegeliana y sus adversarios. Akal. Madrid 1999.
- Postmodernidad y apocalipsis. Entre la promiscuidad y la transgresión. Baudino. Buenos Aires 1999.
- Filosofía para el fin de los tiempos. Tecnología y apocalipsis. Akal. Madrid 2000.
- En torno al humanismo. Heidegger, Gadamer, Sloterdijk. Tecnos. Madrid 2002.
- La fuerza de la razón. Invitación a la lectura de la “Crítica de la razón pura” de Kant. Dykinson. Madrid 2002.
- La fresca ruina de la tierra. (Del arte y sus desechos). Calima. Palma de Mallorca 2002.
- Los buenos europeos. Hacia una filosofía de la Europa contemporánea. Ediciones Nobel. Oviedo 2003.
- Contra el humanismo. Abada Editores. Madrid 2003.
- ¿Hacia la paz perpetua o hacia el terrorismo perpetuo? Círculo de Bellas Artes. Madrid 2006.
- El cofre de la nada. Deriva del nihilismo en la Modernidad. Abada. Madrid 2006.
- Habitar la tierra. Abada. Madrid 2008.
- Residuos de lo sagrado : tiempo y escatología. Abada. Madrid 2010.
- Las figuras del miedo. Derivas de la carne, el demonio y el mundo. Madrid: Abada Editores, 2020.

## Breve autobiografía intelectual
"La filosofía ha repetido de muchas maneras, incesantemente, que el individuo es lo desechable, el residuo de la lógica y la ley” (Filosofía para el fin de los tiempos). Sigo dándole vueltas a eso desde siempre (o al menos, desde mis tempranos escarceos con Hume, el “tragatórtolas”), de modo que mi quehacer de 40 años con la filosofía supone una indisoluble relación de amor-odio. Amor, porque sin la asimilación (al principio indigesta) de los grandes sistemas filosóficos (enseño mis cartas: Platón, Aristóteles, Spinoza, Leibniz, Hume, Hegel, Nietzsche, Heidegger) me sería imposible pensar la vida a derechas (no por la derecha); es más, para tipos como yo, sería seguramente imposible la propia vida sin filosofía. Pero recuérdese el adagio escolástico: quidquid recipitur recipitur ad modum recipientis, y de ahí viene también mi peculiar “odio” a la filosofía: desde luego y sobre todo a la “grande”, incluyendo a Nietzsche. Y ello, por lo dicho al inicio. Entiendo, por ejemplo, que el lenguaje sea más verdadero que lo sensible: pero eso no significa que lo entregado suo modo en lo sensible pueda ser desechado, sin más (claro, que Hegel me insinúa al punto en la oreja que, leyendo sus textos a contrapelo, se advierte como “eso” que está en lo sensible va resurgiendo y espesándose tácitamente hasta lo insoportable, según va ascendiendo el Espíritu en su supuesta marcha triunfal). Entiendo, también, que para salir como un basilisco del nihilismo sea necesario pasar por él: pero no a costa de “inflar” al ultrahombre hasta que la voluntad se combe en voluntad de voluntad (platonismo invertido, llamó a eso Heidegger). Y puedo entender, en fin, que hayamos pasado la “línea fronteriza” de la metafísica. Pero no veo por qué hayamos de esperar otro inicio ni un nuevo dios, en vez de aprender a vivir en la intemperie.
Por esa mi desconfianza me ejercité –y sigo haciéndolo, a mi modo- en un proceder (que no “método”) al que llamó “desmantelamiento” de los textos. No se trata de “deconstruccionismo”, porque no creo en ningún “arché”, aunque esté sutilmente disimulado bajo la archiécriture y la différance; las ideas rectoras de un sistema, como los eventos en la historia, surgen de manera abrupta e imprevista (y en ambos casos, más de las tripas que de la cabeza), obligando en consecuencia post festum a remodelar los acontecimientos y sucesos transcritos en las narraciones anteriores (haciéndolos pasar luego subrepticiamente por “causas” del acontecimiento): no hay pues “origen” (tampoco, desde luego, desplazado u oculto en la escritura). Pero tampoco hay “compartimentos estancos”, a manera de Weltanschauungen, sino recomposiciones en función de una Idea-motriz (destilada, más o menos interesadamente, a partir del evento triunfante), lo cual hace que, como en los grandes movimientos tectónicos, autores tenidos por un “perro muerto” renazcan al calor de un evento y comiencen a engendrar interpretaciones impensadas (baste parar mientes en los presocráticos con Heidegger, en Spinoza con Jacobi y Hegel y luego con autores franceses contemporáneos, o en el Marx “lacaniano-leninista” de Zizek). Según esto, “desmantelar” un texto clásico significaría buscar las trazas -superpuestas y aun borrosas, como un palimpsesto- que las interpretaciones y los avatares sociopolíticos y científicos han dejado en él, desde el territorio actual de nuestros cambiantes prejuicios (reconozco cierta deuda al respecto con la “fusión de horizontes” gadameriana, pero sin hacerme la menor ilusión de que la serie de interpretaciones vayan a conseguir un Zuwachs an Sein).
Sólo que ahora empiezo a darme cuenta de que eso que yo llamaba “individuo” (mi querido “Yo”) está constituido-destituido también por las trazas que me han ido con-(des)figurando –al igual que pasa con los textos filosóficos-;  de modo que eso que está al margen, de sobra, no soy “yo” (último refugio del sustancialismo), sino las trazas móviles mismas. A la acción de recoger y ensamblar en lo posible esos residuos de vida lo llamó la piedad del pensar.
Y ello me obliga a replantearme también mis pesquisas en arte (buscando el “grado cero de la sensación”, siendo así que ese grado viene suscitado por el asco) y en política, como si bastara distribuir mejor las riquezas de una nación para que sus “habitantes” fueran felices; atención: no digo que no deba tenderse a ello; lo que digo es que la “felicidad” no va por ahí, o más bien que la filosofía no sirve para eso –no ha servido nunca, salvo que fuera ideología-, sino más bien para entristecer."

## Artículos
- El ojo electrónico. Eikasía: Revista de Filosofía, ISSN-e 1885-5679, n.º 65, 2015, págs. 89-121
- ¿Es ideal la realidad virtual? Hegel y los espectros. Eikasía: Revista de Filosofía, ISSN-e 1885-5679, n.º 24, 2009
- Tres maneras de estar a la contra. Bajo palabra. Revista de filosofía, ISSN 1576-3935, N.º. 4, 2009, págs. 161-165[4]
- Schelling: la naturaleza - en Dios, o los problemas de un guion. Daimon: Revista de filosofía, ISSN 1130-0507, N.º 40, 2007, págs. 7-28
- Sagrada inutilidad: (lo sagrado en Heidegger y Hölderlin). Eikasía: Revista de Filosofía, ISSN-e 1885-5679, n.º 2, 2006
- Belleza y terror en Platón. Daimon: Revista de filosofía, ISSN 1130-0507, N.º 4, 1992, págs. 41-54[5]